# 레네 볼프
레네 볼프(체코어: René Bolf, 1974년 2월 25일~)는 체코의 전직 축구 선수로, 현역 시절 포지션은 중앙 수비수이다. 그는 현역 시절 대부분을 바니크 오스트라바에서 보냈고, 자국의 거함 스파르타 프라하에서 보냈던 적도 있다. 또한 프랑스에서 3년을 보내며, 리그 1의 오세르에서 활약한 전적도 있다.
그는 현역 시절 대부분을 1. 체스카 포트발로바 리가의 바니크 오스트라바에서 보내며 리그에서만 200번 넘는 경기에 출전했다. 그는 바니크 오스트라바 일원으로 2003-04 시즌에 소속 구단의 리그 우승을 도왔다. 볼프는 자국을 대표로 2000년부터 2005년까지 활약했으며, 유로 2004에 체코 선수단 일원으로 참가했다.

## 클럽 경력
볼프는 유년 시절 로즈노프 포트 라드호슈템의 유소년부에서 축구를 시작해 1990년에 비트코비체로, 1993년에는 흐라니체에 몸담았다. 브르노에 1994년 잠깐 거친 그는 카르비나에서 프로 무대 신고식을 치렀다.
그는 1995년에 오스트라바로 이주해 바니크 오스트라바에서 활약했고, 1999년 여름에는 스파르타 프라하로 이적했다. 그는 스파르타 1년차에 1. 체스카 포트발로바 리가 우승을 거두었으나, 오스트라바의 친정 구단으로 이듬해 복귀했다. 2000년 11월, 볼프는 이적으로 동료 마르틴 프로하시카와 함께 17.5M CZK의 이적료로 오스트라바에 입단했고, 볼프는 3년짜리 계약서에 서명했다. 2002년, 그는 밀란 바로시가 구단을 떠나면서 공석이 된 바니크 오스트라바의 주장으로 임명되었다. 그는 오스트라바에서의 첫 리그 우승이자 개인 통산 2번째 리그 우승을 2003-04 시즌에 달성했다. 그는 2004년에 리그 1의 오세르로 필리프 멕세스의 대체자로 입단하면서 프랑스 무대를 밟았다. 그는 오세르에서 3년을 활약했다.
볼프는 2007년에 체코 무대로 복귀했다. 그러나, 그는 부상으로 2008년 3월이 되어서야 프랑스 복귀후로는 처음으로 경기를 출전할 수 있었다. 그는 바니크 오스트라바에서 4년을 더 보내다가 2. 체스카 포트발로바 리가의 카르비나에서 은퇴했다. 그는 2012년 12월 2012-13 시즌이 절반 끝난 시점에 은퇴를 선언했다.

## 국가대표팀 경력
볼프는 2000년 8월 16일에 슬로베니아와의 친선 경기에서 체코 국가대표팀 첫 경기를 치렀다. 2002년 4월, 그는 득점 없이 비긴 그리스와의 친선경기에서 2번째 국가대표팀 경기에 출전했다. 이후, 그는 유로 2004 예선전 8경기에 출전했다.
유로 2004에서는 체코와 라트비아간 1차 조별 리그 경기에서 90분을 소화했다. 네덜란드와의 2차전에 결장한 볼프는 독일전에서 선발 명단에 다시 이름을 올렸다. 그는 체코가 2-1로 승리한 경기도 90분 출전해 독일의 탈락에 공헌했다. 독일전 출전 선수들 중 덴마크와의 8강전에도 선발로 출전한 선수는 그를 포함해 3명이었다. 그는 8강전을 전부 소화하지 못했고, 64분에 부상으로 다비트 로제날과 교체되어 나갔다. 볼프의 몸상태는 그리스와의 준결승전에 출전이 불투명했으나, 결국 끝내 출전해 경기를 끝까지 뛰었고, 체코는 실버골을 허용해 무릎을 꿇었다.

## 개인사
볼프는 발라슈스케메지르지치 출신이다. 그는 블라디슬라바를 배우자로 맞이하여 슬하에 두 딸을 두었다.

## 수상

### 클럽
스파르타 프라하
- 1. 체스카 포트발로바 리가: 1999–2000

바니크 오스트라바
- 1. 체스카 포트발로바 리가: 2003–04